# Prairie County (Arkansas)
Prairie County is een county in de Amerikaanse staat Arkansas.
De county heeft een landoppervlakte van 1.673 km² en telt 9.539 inwoners (volkstelling 2000). De hoofdplaats is Des Arc.